# الأبناء (الجيش العباسي)
الأبناء في الجيش العبَّاسي أو فرقة الأبناء أو أبناء الدولة، هو تشكيل عسكري نظامي في جيش الخلافة العبَّاسيَّة، تشكَّل في أواخر عهد الخليفة العبَّاسي مُحمَّد المهدي (حكم من 775 حتى 785 م) ليكونوا كتلة جديدة في الجيش، عُرفوا بالأبناء.

## لمحة
يعود أصل الأبناء إلى منطقة خُراسان، أي أنهم أبناء وأحفاد أهل المنطقة الذين تجنَّدوا أيام الدَّعوة العبَّاسيَّة، وكانوا مزيجًا من العرب والعجم، وأسماهم المُؤرخ ابن طيفور بأبناء أصل خراسان المُولَّدون. سكن الأبناء في بعض مدن ولاية العراق، فحافظوا على وحدتهم وانساجمهم وارتباطهم بخُراسان.

## النهاية
ورث الأبناء مراكز آباءهم في الدولة والجيش، إلا أنهم مالوا إلى حياة الاستقرار والرَّفاهية، بدلًا من الخروج لتأديب الثَّائرين وقمع الانتفاضات. وقد عارضوا قرار الخليفة هارُون الرَّشيد (حكم من 786 حتى 809 م)، بعد أن أرسل قائده ابن ماهان إلى خُراسان لجلب المُقاتلين وتجنيدهم في الجيش، مما أدى لتصادم بين الجيش العبَّاسي وفرقة الأبناء. وبسبب ذلك، كان لا بد من إعادة تنظيم الجيش وتسريح الأبناء والتخلُّص منهم نهائيًا، رغم أنهم قاوموا ذلك مقاومة شديدة.

### فهرس المنشورات
1. ↑  الجبيلي (2015)، ص. 1323.
2. ↑  الجبيلي (2015)، ص. 1323-1324.

### معلومات المنشورات كاملة
مقالات محكمة
- علياء الجبيلي (2015). "عناصر الجيش العباسي وآثارها السياسية على الخلافة العباسية من 749 حتى 836 م". مجلة كلية الآداب في جامعة بنها. بنها. ج. 2 ع. 40: 1305–1351. DOI:10.21608/JFAB.2015.49911. ISSN:1687-2525. OCLC:8299664511. QID:Q124454831.